# Mauriti
Mauriti este un oraș în statul Ceará (CE) din Brazilia.